# 奧克塔夫·列文斯比爾
奧克塔夫·列文斯比爾（英語：Octave Levenspiel；1926年7月6日—2017年3月5日）是俄勒岡州立大學化學工程學系的一名教授。他主要的研究領域為化學反應工程。他是著名化工教科書《化學反應工程》（Chemical Reaction Engineering）以及諸多研究文獻的作者。
主要用於數值計算的高階語言GNU Octave是由他的學生開發並以他之名命名的。

## 生平
1926年，列文斯比爾出生於中華民國上海，其父母亞伯（Abe）和莉莉（Lily）是一對逃離壓迫的波蘭猶太裔夫婦。15歲時，他坐船前往美國，但由於珍珠港事件爆發，他停留在馬尼拉實習直到戰爭結束。到達美國後，他在加州大學柏克萊分校取得學士學位；1952年，在俄勒岡州立大學（OSU）取得其博士學位。他短暫在別間學校任教，隨後返回OSU直到退休；而退休後仍保有榮譽教授之頭銜。
1952年，他與瑪麗·喬·斯邁利（Mary Jo Smiley）結婚，並育有三名子女。2017年3月5日，與世長辭。

## 工作生涯
列文斯比爾圖是以他之名命名的。
列文斯比爾為學生們所知的是他有能力快速地進行數值逼近等運算。主要用於數值計算的高階語言GNU Octave是由他的學生約翰·W·伊頓（John W. Eaton）所開發的，而該軟體便是以他之名命名的。

## 著作
列文斯比爾所著之著作皆列於下，其中許多都已被翻譯為數種語言。
- Chemical Reaction Engineering, Wiley; 3 Sub edition (August 13, 1998), ISBN 0-471-25424-X
- The Chemical Reactor Omnibook, Oregon St Univ Bookstores (January 1993),  ISBN 0-88246-160-5
- Fluidization Engineering (coauthored), Butterworth-Heinemann Ltd; (October 1991), ISBN 0-409-90233-0
- Engineering Flow and Heat Exchange, Plenum Pub Corp (Dez. 1984), ISBN 0-306-41599-2
- Understanding Engineering Thermo, Prentice Hall PTR; (September 4, 1996), ISBN 0-13-531203-5
- Rambling through Science and Technology, Lulu, 2007

## 獲獎
- R·H·威廉獎（R.H. Wilhelm award，AIChE）
- W·K·路易斯獎（W.K. Lewis award，AIChE）
- Founders award with gold medal (AIChE)
- ChE Lectureship award (ASEE)
- P.V. Danckwerts award (IChemE)
- 獲選進入美國國家工程院（2000年）
- 阿蒙德森獎（Amundson award，ISCRE/NASCRE，2001年）

## 外部連結
- Octave Levenspiel Home page
- Levenspiel fountain （页面存档备份，存于）